# Conocara nigrum
Conocara nigrum is een  straalvinnige vissensoort uit de familie van gladkopvissen (Alepocephalidae). De wetenschappelijke naam van de soort is voor het eerst geldig gepubliceerd in 1878 door Günther.
De soort staat op de Rode Lijst van de IUCN als Onzeker, beoordelingsjaar 2009.